# Pierre Valentek
Pierre Valentek, né le 29 juin 1934 à Charbonnier-les-Mines (Puy-de-Dôme) et mort le 6 septembre 2024 à Nancy (Meurthe-et-Moselle), est un footballeur français.

## Biographie
Il passe toute sa jeunesse à Charbonnier-les-Mines où le football devient sa passion. Il s'illustre dans son club de La Combelle Charbonnier Association (CCA) et il est recruté à l'âge de 18 ans par le Sète alors en Division 1.
Pour son premier match parmi l'élite, il inscrit deux buts au Stade Vélodrome face à l'Olympique de Marseille en septembre 1952. 
Après deux saisons passées à Sète et une relégation en Division 2, il est transféré à Alès en Division 2. Il y passe deux saisons où il s'affirme comme un joueur majeur de l'effectif avec plus de 70 matchs et 10 buts. Il est alors courtisé par Strasbourg, Nantes et le FC Nancy.
En 1956, il est transféré à Nancy pour jouer aux côtés de Roger Piantoni mais il est convoqué pour son service milliaire qu'il passe pendant la saison 1956-1957 au Maroc.
Il réalise sa première saison en 1957-1958 au FC Nancy en Division 2. Il y passe sept saisons où il connaît les montées en Division 1 et les relégations en Division 2. Il participe à la grande saison 1961-1962 où le FC Nancy termine 4e de Division 1 et atteint la finale de la Coupe de France. Malheureusement, il ne peut pas y participer étant gravement blessé le 23 février 1962 lors du derby face au FC Metz par Georges Zvunka. Cette double fracture tibia péroné l'écarte des terrains pendant un an et demi.
Il met un terme à sa carrière professionnelle à l'issue de la saison 1964-1965.
Reconvertit chez Bergerat-Monnoyeur en Corpo (Velaine-en-Haye), il participe à la Coupe de France des entreprises et y est finaliste en 1970 au Parc des Princes.

## Carrière
- 1952-1954 :  FC Sète (D1)
- 1954-1956 :  Olympique Alès (D2)
- 1956-1965 :  FC Nancy (D1, D2, CFA)
- 1965-1966 :  Chalon-sur-Saône (DH)
- 1966-1968 :  ALSA (corpo)
- 1968-1971 :  Bergerat-Monnoyeur (corpo)[2]

## Palmarès
- Champion de France de Division 2 en 1958 avec le FC Nancy
- Vice-Champion de France de Division 2 en 1960 avec le FC Nancy
- Finaliste de la Coupe de France en 1962 avec le FC Nancy
- Finaliste de la Coupe de France corpo en 1970 avec Bergerat-Moyonneur

## Statistiques
- 102 matchs et 11 buts en Division 1
- 137 matchs et 21 buts en Division 2
- 16 matchs et 5 buts en Coupe de France